# Xian de Zhijin
Le xian de Zhijin (织金县 ; pinyin : Zhījīn Xiàn) est un district administratif du centre de la province du Guizhou en Chine. Il est placé sous la juridiction de la préfecture de Bijie.

## Démographie
La population du district était de 856 248 habitants en 1999.